# Lucio Furio Medulino (cónsul 474 a. C.)
Lucio Furio Medulino Fuso  fue cónsul en el año 474 a. C., con Aulo Manlio Vulsón.
Durante su consulado, se opuso a una reactivación de la ley agraria de Espurio Casio y por ello fue acusado por Cneo Genucio, uno de los tribunos de la plebe del año siguiente. Sin embargo, esta denuncia no prosperó por el posterior asesinato de Genucio.